# Lina Licona
Lina Esther Licona Torres (Montería, 1 de octubre de 1998) es una velocista colombiana. En 2024 se convirtió en campeona nacional en los 400 metros. 

## Trayectoria
Ganó la medalla de plata en los 400 metros individuales en el Campeonato Sudamericano de Atletismo de 2019 en Lima, Perú.  Ganó una medalla de oro en el relevo 4x400m. 
Ganó el oro en el relevo 4x400m femenino y el bronce en el relevo 4x400m mixto en los Juegos Suramericanos de 2022 en Asunción, Paraguay.  
Ganó doble oro en el Campeonato Sudamericano de Atletismo de São Paulo de 2023, en el relevo 4x400m femenino y en el relevo 4x400m mixto, en un tiempo récord sudamericano.  
Corrió como parte del equipo colombiano de relevos mixtos 4x400m en el Campeonato Mundial de Relevos de 2024 en Nassau, Bahamas .  Ganó la carrera Grand Prix Internacional de 400 m en Cuiabá, Brasil, en mayo de 2024, con un mejor tiempo de la temporada de 52,28 segundos. 
El 20 de junio de 2024, aseguró la clasificación automática para los Juegos Olímpicos de París 2024 al ganar los 400 metros en el Gran Premio Internacional Richard Boroto en Quito, Ecuador, con un tiempo de 50,83 segundos.  La semana siguiente, ganó el Campeonato Colombiano de Atletismo en la carrera de 400 metros con un tiempo de 51,68 segundos. 